# Владимир Петрович
Владимир Петрович (на сръбски език – Владимир Петровић) (роден на 1 юли 1955 в Белград, Сърбия, широко известен под псевдонима Pižon (от френски – гълъб), е бивш сръбски футболист и треньор, старши треньор на Националният отбор по футбол на Сърбия, от 2010 г.

## Кариера
По време на своята кариера, той играе за Цървена звезда, и е един от само петте най-популярни играчи на клуба, които са наричани „Звездите на Звезда“ (на сръбски език – Zvezdine zvezde), които и са легенди на клуба.
Прави своя дебют със „Звезда“ през 1971 г., на 16-годишна възраст. С отбора, той спечели пет титли в югославския шампионат, шест купи на Югославия и достига до финала за Купата на УЕФА, през 1979 г., където отбора губи от Борусия Мьонхенгладбах.
През 1982 г. той е трансфериран в чужбина, като за кратко играе за лондонският „Арсенал“, през декември 1982 г., като за отбора изиграва 22 мача сезон 1982 – 83. През юни 1983 той напуска „Арсенал“ и преминава в отбора на Брест, а по-късно и в Нанси Франция. След като играе за френски отбори, по-късно се състезава в Белгия, където е част от отборите на Роял (Антверп) и Стандарт (Лиеж). В кариерата си е изиграл 526 мача.
Като играч на националния отбор на Югославия, има 34 мача, като е част от отбора, играл на Световното първенство по футбол в Испания, 1982 година.

## Треньорска кариера
Като помощник-треньор на Люпко Петрович в Цървена звезда, той печели в сезон 1990 – 91 турнира на Европейските шампиони, а като старши треньор на същия тим, печели през 1996 г. купата на Югославия. Ръководи отбора на Сърбия и Черна гора (младежи до 21 години), с който достига до второ място на европейския шампионат U-21, през 2004 година.
Към 2005 г., Петрович е треньор на китайския Далиан, с когото печели два пъти титлата на Китай.
На 14 септември 2007 г., Петрович е обявен за треньор на Китайския национален отбор по футбол. След като не успява да класира Китай за Световната купа през 2010 г., той е уволнен.
На 2 юни 2009 г., Петрович отново е назначен за старши треньор на Цървена звезда. Той поема работата, след като Цървена звезда има ново ръководство, съставено от ветерани на клуба, като заменя служебно назначеният временен треньора Синиша Гогич.
На 21 март 2010 година е уволнен от Цървена звезда, след поражение от слабия тим на „Металац“. Уволнеието е много странно и неочаквано за всички, защото въпреки тази загуба, Цървена звезда са лидери в класирането.
На 4 юни 2010 г., той е обявен за новия старши треньор на румънския тим ФК Тимишоара. Няколко месеца по-късно, той получава покана да поеме националният тим на Сърбия, което той приема без колебание, и на 15 септември 2010 г., Петрович е обявен за новия треньор на „Плавите“.